# Оманское вторжение в Бахрейн
Оманское вторжение в Бахрейн — вооружённый конфликт между султанатом Оман, у власти в котором с 1624 года находилась династия Йарубидов, с одной стороны, и Бахрейном, входившим в состав Сефевидского государства, с другой стороны, произошедший в 1717 году. После вторжения афганцев в Иран в начале XVIII века, в ходе которого власть Сефевидов значительно ослабла, Султан бин Саиф II (1711—1718) захватил Бахрейн и привёл к власти руководителей ахбаритов.

Вот как вспоминал вторжение знаменитый теолог, один из лидеров шиитов-двунадесятников Юсуф Бахрани в биографическом словаре шиитских учёных «Жемчужина Бахрейна»: 
Земля сотряслась, и всё остановилось, пока мы готовились к столкновению с этими подлецами [войсками оманских хариджитов]. В первый раз, когда они пришли к нам, то ушли ни с чем, ибо ничего они не могли сделать. И годом позже, во второй раз, они не одержали победы, хотя поддерживались всеми бедуинами и грабителями. Но в третий раз у них получилось окружить Бахрейн с моря, ибо Бахрейн есть остров. Итак, жители были обессилены, и они взяли его силой. Был ужасный бой, и была страшная катастрофа, ибо происходили убийства, воровство, грабежи и кровавые бойни.
После того, как хариджиты захватили его и разрешили беспрепятственно уйти жителям, люди — особенно знать — бежали в Эль-Катиф и другие провинции. С ними был и мой отец — да помилует его Господь! — с зависимыми от него [то есть с жёнами] и детьми, который ехал с ними в Эль-Катиф. Но в Бахрейне он оставил меня дома, который у нас был в эль-Шахуре, потому что там спрятали сундуки со свёртками с нашим имуществом: книгами, золотыми монетами и одеждой. Он оставил крупную часть имущества в крепости, в которой все должны были [укрыться] во время осады, но кое-что он спрятал дома, в тайниках. Всё в крепости исчезло после того, как хариджиты захватили её, и мы покинули крепость лишь с котомками одежды на спине. Поэтому, когда мой отец выехал в Эль-Катиф, я остался в Бахрейне. Он приказал мне собрать любые книги, оставшиеся в крепости, и спрятать их от рук хариджитов. Мне удалось спасти несколько книг, которые я нашёл там вкупе с теми, что были дома, толику которых я сразу отправил ему. Эти годы прошли в абсолютном упадке.
Тогда я отправился в Эль-Катиф, чтобы посетить отца, и находился там два или три месяца, но моему отцу надоело сидеть в Эль-Катифе, потому как много зависимых от него было там, условия были нищенские, да и денег не хватало, поэтому он решил вернуться в Бахрейн, хотя бы тот и находился в руках хариджитов. Судьба, однако, вмешалась в его планы, ибо персидская армия с большим числом бедуинов прибыла в то время вырвать Бахрейн из рук хариджитов. Мы с внимательностью следили за событиями и жаждали увидеть, что придёт вслед за этими страданиями; итак, колесо фортуны повернулось против персов, всех их перебили, а Бахрейн сожгли. Наш дом в деревне [эль-Шахуре] был среди сожжённых.

…В это время я ездил туда и сюда в Бахрейн и из Бахрейна с тем, чтобы позаботиться о финиковых пальмах, которые у нас там были, и собрать урожай, а затем уехал в Эль-Катиф учиться. [Это продолжалось] до тех пор, пока Бахрейн не вырвали их рук хариджитов по договору, после того, как большую сумму заплатили их командиру из-за слабости и бессилия персидского шаха, и его империя развалилась из-за плохого аппарата управления.
Однако после вывода войск Султана бин Саифа II из Бахрейна в нём сохранялась политическая нестабильность. Неспособность шаха контролировать ситуацию привела к мгновенному вторжению этноса хувала в Бахрейн, который, по словам Бахрани, «был разрушен». В ходе практически постоянных столкновений на море различных суннитских группировок, действий хараджитов и персидских солдат под командованием Надир-шаха и Керим-хана Бахрейн был почти полностью разорён, в то время как высокие налоги, введённые хариджитами, привели к массовой эмиграции крупнейших улемских купцов и ловцов жемчуга: в 1763 году немецкий арабист Карстен Нибур обнаружил, что из 360 городов и деревень Бахрейна, на территории которых проходили военные действия и которые подверглись экономическому коллапсу, лишь 60 были окончательно уничтожены.
В 1783 году к власти в стране пришли шейхи из династии Аль Халифа, которые и поныне руководят Бахрейном.